# Polytrichopsida
Las politricáceas (Polytrichaceae) son una familia común de musgos. Los miembros de esta familia tienden a ser más grandes que otros musgos con un tallo central engrosado y un rizoma. Las hojas tienen una nervadura central que lleva láminas en la superficie superior. Las especies de este grupo son dioicas. Otra característica que los identifica es que tienen de 32 a 64 dientes de peristoma en sus esporangios.
Es la única familia del orden Polytrichales y de la clase Polytrichopsida.

## Géneros
- Alophosia
- Atrichopsis
- Atrichum
- Bartramiopsis
- Dawsonia
- Dendroligotrichum
- Hebantia
- Itatiella
- Lyellia
- Meiotrichum
- Notoligotrichum
- Oligotrichum
- Plagioracelopus
- Pogonatum
- Polytrichadelphus
- Polytrichastrum
- Polytrichum
- Pseudatrichum
- Psilopilum
- Steereobryon

- Datos: Q133627
- Multimedia: Polytrichaceae / Q133627
- Especies: Polytrichaceae